# تنورة مقببة

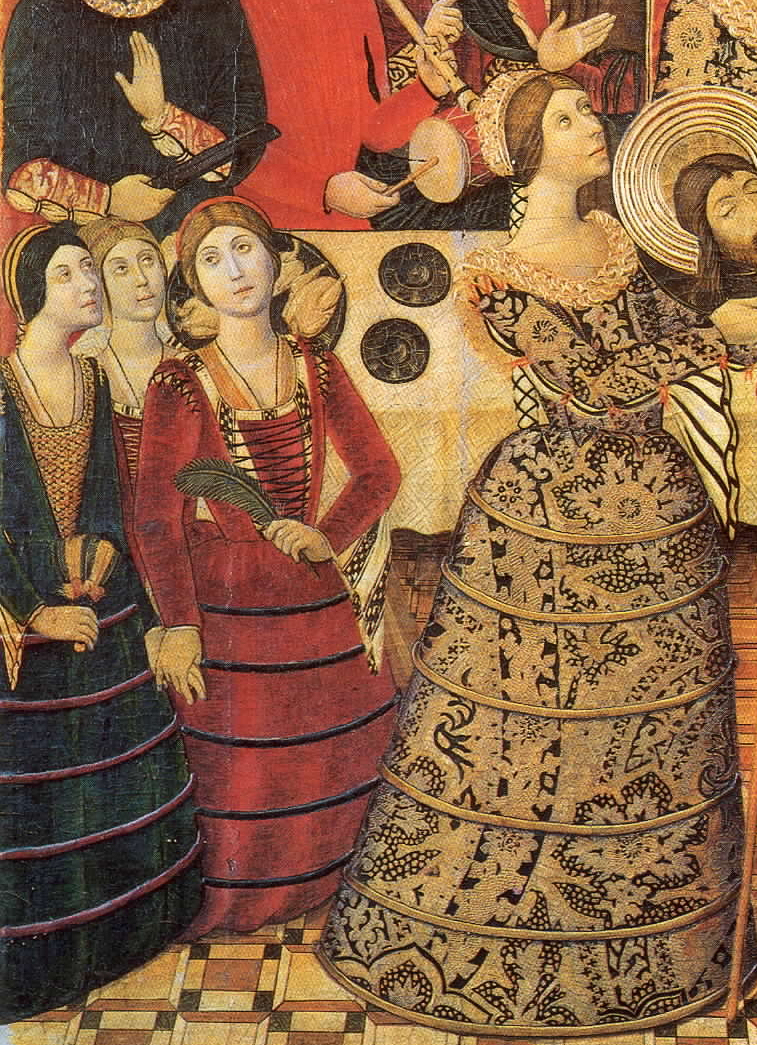
تنورة مقببة

التنورة المقببة هي تنّورة يقببها هيكل من الأطر المختلفة الاتساع.
انتشر استخدام التنورة المقببة عند النساء في أوروبا بين القرنين السادس عشر والسابع عشر، ويعود أصلها إلى إسبانيا وكانت تسمى هناك verdugado.